# 100-річчя Естонської Республіки
До 100 - річчя Естонської Республіки (або більш широко використовується Естонія 100) є офіційною програмою уряду щодо відзначення Естонської Республіки «х 100 - річчя. Офіційний день народження Республіки Естонія - у лютому 24, 2018 рік, сторіччя буде відзначатися з квітня 2017 року по лютий 2020 року. 

## Історична довідка
12 лютого 1919 р. Тимчасовий уряд Естонії вирішив вважати 24 лютого датою незалежності Естонії від Росії, яка сталася під час завершення Першої світової війни. Однак незалежність Естонії фактично закінчилася під час Другої світової війни, коли країна була незаконно окупована і анексована Радянським Союзом в 1940 році, потім нацистською Німеччиною в 1941 році і повернулася до радянської влади в 1944 році, коли вона стала Естонською Радянською Соціалістичною Республікою. В результаті було створено уряд у вигнанні.
Внаслідок політичних потрясінь, що відбувалися по всьому Радянському Союзу в 1980-х роках, під час подій Балтійського шляху Естонія оголосила суверенітет на своїй території в 1988 році, що 8 травня 1990 року відновило її фактичну незалежність і оголосило Радянську владу незаконною. Після перерваного перевороту в Москві повна фактична незалежність країни була відновлена після того, як 20 серпня 1991 року радянські війська не змогли захопити Талліннську телевежу. Радянська державна рада визнала незалежність Естонії 6 вересня 1991 року. З 2004 року Естонія є членом НАТО та Європейського Союзу.

## Події
Святкування дня народження Естонської Республіки відбуватиметься протягом наступних 3 років. Святкування розпочнуться у квітні 2017 рік, який буде відзначатися століттям, коли адміністративні кордони Естонії набули нинішнього вигляду, буде досягати максимуму, поки події в різні важливі дати відбуватимуться протягом 2018 та 2019 років, і завершиться грандіозним завершенням 2 лютого 2020 року, коли буде 100-річчя Тартуського мирного договору вшанований. 

### Столітній парад
З нагоди 100-річчя відбувся військовий парад на площі Свободи в Таллінні. 1100 військових та понад 100 у параді взяли участь одиниці військової техніки. Парад очолив ген. Ріхо Террас, президент Керсті Кальюлайд був присутній, щоб привітати різні підрозділи.
У параді взяли участь усі службові відділи Сил оборони Естонії, а також солдати з країн НАТО та інші військові партнери Естонії. Іноземними країнами, які були представлені, були Фінляндія, Франція, Грузія, Італія, Латвія, Литва, Польща, Швеція, Україна, Велика Британія, Данія та США. 